# Shirenzi (ort i Kina, Xinjiang Uygur Zizhiqu, lat 43,61, long 93,17)
Shirenzi (kinesiska: 石人子乡) är en ort i Kina. Den ligger i den autonoma regionen Xinjiang, i den nordvästra delen av landet, omkring 450 kilometer öster om regionhuvudstaden Ürümqi. Antalet invånare är 4 757. Befolkningen består av 2 317 kvinnor och 2 440 män. Barn under 15 år utgör 12,0 %, vuxna 15-64 år 75 %, och äldre över 65 år 12,0 %.
Runt Shirenzi är det mycket glesbefolkat, med 4 invånare per kvadratkilometer. Närmaste större samhälle är Barkol, 13,4 km väster om Shirenzi. Trakten runt Shirenzi består i huvudsak av gräsmarker.
Genomsnittlig årsnederbörd är 200 millimeter. Den regnigaste månaden är juni, med i genomsnitt 44 mm nederbörd, och den torraste är januari, med 3 mm nederbörd.